# Teiche am Erzbruch und Finkenbruch im Solling
Teiche am Erzbruch und Finkenbruch im Solling este o arie protejată (arie specială de conservare — SAC, sit de importanță comunitară — SCI) din Germania întinsă pe o suprafață de 2,57 ha, integral pe uscat.

## Localizare
Centrul sitului Teiche am Erzbruch und Finkenbruch im Solling este situat la coordonatele 51°47′59″N 9°32′54″E / 51.7997°N 9.5483°E.

## Înființare
Situl Teiche am Erzbruch und Finkenbruch im Solling a fost declarat sit de importanță comunitară în ianuarie 2005 pentru a proteja 1 specie de animale. Situl a fost protejat și ca arie specială de conservare în iunie 2016.

## Biodiversitate
Situată în ecoregiunea continentală, aria protejată conține 2 habitate naturale: Lacuri și iazuri distrofice naturale, Mlaștini turboase de tranziție și turbării mișcătoare.
La baza desemnării sitului se află o specie protejată de  nevertebrate: libelule (Leucorrhinia pectoralis).